# Vörå
Vörå (finsky Vöyri) je obec ve Finsku na západním pobřeží v provincii Pohjanmaa. V obci žije 471 obyvatel. Sousedí s obcemi Isokyrö, Kauhava, Korsholm, Nykarleby a Vaasa.
Vörå je bilingvní obec, oficiálním jazykem je zde švédština a finština. Populaci tvoří z 12 % finští mluvčí, z 81 % švédští mluvčí a ze 7 % mluvčí jiných jazyků.

## Kultura
Vörå má vlastní dialekt. V 80. letech 20. století byla polévka vöråsoppan jmenována tradičním pokrmem Vörå.
Z města pochází komediální trio KAJ, které bude reprezentovat Švédsko na Eurovision Song Contest 2025 s písní „Bara bada bastu“.